# Campeonato Asiático de Atletismo de 2011 - 5000 m masculino
A prova dos 5000 metros masculino do Campeonato Asiático de Atletismo de 2011 foi disputada no dia 9 de julho de 2011 no Kobe Universiade Memorial Stadium em Kobe,  no Japão.

## Recordes
Antes desta competição, os recordes mundiais e do campeonato nesta prova eram os seguintes:
|                       | Nome               | Nacionalidade | Tempo      | Local   | Data                |
| --------------------- | ------------------ | ------------- | ---------- | ------- | ------------------- |
| Recorde mundial       | Kenenisa Bekele    | Etiópia       | 12m 37s 35 | Hengelo | 31 de maio de 2004  |
| Recorde do campeonato | Bahadur Prasad     | Índia         | 13m 41s 70 | Manila  | 1993                |
| Recorde asiático      | Saif Saeed Shaheen | Catar         | 12m 51s 98 | Roma    | 14 de julho de 2006 |

Os seguintes recordes foram estabelecidos durante esta competição:
| Data       | Evento | Atleta           | Nacionalidade | Tempo      | Notas                 |
| ---------- | ------ | ---------------- | ------------- | ---------- | --------------------- |
| 9 de julho | Final  | Dejenee Mootumaa | Bahrein       | 13m 39s 71 | Recorde do campeonato |

## Medalhistas
| Ouro                   | Prata           | Bronze                   |
| Dejenee Mootumaa (BHR) | Yuki Sato (JPN) | Alemu Bekele Gebre (BHR) |

## Cronograma
Todos os horários são locais (UTC+9).
| Data       | Hora  | Evento |
| ---------- | ----- | ------ |
| 9 de julho | 19:50 | Final  |

## Final
A final da prova ocorreu dia 9 de julho às 19:50.
| Posição           | Atleta               | Nacionalidade | Tempo    | Notas                 |
| ----------------- | -------------------- | ------------- | -------- | --------------------- |
| Medalha de ouro   | Dejenee Mootumaa     | Bahrein       | 13:39.71 | Recorde do campeonato |
| Medalha de prata  | Yuki Sato            | Japão         | 13:40.78 |                       |
| Medalha de bronze | Alemu Bekele Gebre   | Bahrein       | 13:41.93 |                       |
| 4                 | Kazuya Watanabe      | Japão         | 13:48.81 |                       |
| 5                 | Tetsuya Yoroizaka    | Japão         | 13:54.35 |                       |
| 6                 | Suresh Kumar         | Índia         | 14:05.64 |                       |
| 7                 | Mohammad Khazaei     | Irão          | 14:08.81 |                       |
| 8                 | Agus Prayogo         | Indonésia     | 14:10.85 |                       |
| 9                 | Ser-Od Bat-Ochir     | Mongólia      | 14:18.53 |                       |
| 10                | Qais Al Mahruqi      | Omã           | 14:24.13 |                       |
| 11                | Ahmad Al-Ibrahem     | Síria         | 14:25.96 |                       |
| 12                | Baek Seung-Ho        | Coreia do Sul | 14:38.31 |                       |
| 13                | Van Lai Nguyen       | Vietname      | 14:50.93 |                       |
| 14                | Nader al-Masri       | Palestina     | 14:51.12 |                       |
| 15                | Hari Kumar Rimal     | Nepal         | 15:16.55 |                       |
| 16                | Dorjpalam Batbayar   | Mongólia      | 15:17.21 |                       |
| 17                | Mamoun Bali          | Palestina     | 16:05.08 |                       |
| 18                | Augusto Ramos Soares | Timor-Leste   | 16:20.86 |                       |

Legenda
| Recorde mundial       | Recorde mundial (World record)               |                       | Recorde africano                      | Recorde africano (African) |                                           | Q | Classificado por posição (Qualified) |
| Recorde do campeonato | Recorde do campeonato (Championship record)  | Recorde da América    | Recorde da América (Americas)         | q                          | Classificado por melhor tempo (Qualified) |   |                                      |
| Melhor marca do ano   | Melhor marca do ano (World leading)          | Recorde asiático      | Recorde asiático (Asian)              | DNS                        | Não largou (Did not start)                |   |                                      |
| Recorde nacional      | Recorde nacional (National record)           | Recorde europeu       | Recorde europeu (European)            | DNF                        | Não terminou (Did not finish)             |   |                                      |
| Recorde pessoal       | Recorde pessoal do atleta (Personal best)    | Recorde da Oceania    | Recorde da Oceania (Oceania)          | DSQ / DQ                   | Desclassificado (Disqualified)            |   |                                      |
| Recorde da temporada  | Recorde da temporada do atleta (Season best) | Recorde sul-americano | Recorde sul-americano (South America) | NM                         | Sem marca (No mark)                       |   |                                      |